# Rial ARC2
La Rial ARC2 è una vettura di Formula 1 prodotta dalla Rial per il campionato mondiale di Formula 1 1989.

## Sviluppo
La ARC2 è un minimo sviluppo della ARC1 ad opera del capo progettista Stefan Fober. La ARC2 mantiene le sospensioni di tipo pull-rod e un motore aspirato Cosworth da 595 hp, aggiornato alla versione DFR. Gli sponsor principali erano Rial e Marlboro. In totale sono stati prodotti 3 telai.

## Stagione
Per la stagione 1989 la Rial Racing schiera, a differenze dell'annata precedente, due piloti: Christian Danner, che sostituì Andrea De Cesaris, e il debuttante Volker Weidler, proveniente dalla International Formula 3000. Grazie ai punti ottenuti la stagione precedente solo il secondo pilota deve affrontare le prequalifiche.
Al primo Gran Premio di stagione, in Brasile, Danner si qualificò 17º e concluse la gara 14º, pur costretto al ritiro al 56º giro per un problema al cambio. In Brasile la ARC2 ottenne il suo miglior piazzamento in qualifica e nel resto della stagione riuscì a qualificarsi solo in altre tre occasioni, sempre al volante di Danner. Al Gran Premio del Messico Danner ottenne un 12º posto dopo essere partito 23º. Al successivo Gran Premio degli Stati Uniti Danner ottenne l'unico piazzamento a punti della stagione arrivando 4º dopo essere partito ultimo, anche grazie a numerosi ritiri. Al successivo Gran Premio del Canada Danner concluse la gara 8º in quello che fu l'ultimo Gran Premio corso dalla Rial: nelle gare successive, infatti, la Rial non riuscì mai a superare le qualifiche. A partire dal Gran Premio di Germania la Rial, grazie ai punti conquistati da Danner, non deve più disputare le prequalifiche.
Al Gran Premio d'Ungheria la Rial è multata di 5 000 dollari per un'ala posteriore irregolare: dopo uno scambio di accuse tra Gunther Schmidt, proprietario della squadra, e Stefan Fober, quest'ultimo si licenziò, venendo sostituito con Christian Vanderpleyn già dal successivo Gran Premio del Belgio. A partire dal Gran Premio del Belgio Weidler, che aveva anch'esso lasciato la squadra dopo il Gran Premio d'Ungheria, venne sostituito da Pierre-Henri Raphanel fino al termine della stagione. Per il Gran Premio d'Italia la scuderia predispose una Rial ARC1 della stagione precedente, che si era rivelata più veloce della ARC2 in un test comparativo, ma non venne schierata perché l'abitacolo era troppo piccolo per Danner e Raphanel.
Danner venne licenziato dopo il Gran Premio del Portogallo con l'accusa di non avere mai versato alla squadra i soldi dei suoi sponsor e venne sostituito dallo svizzero Gregor Foitek, forte del sostegno economico del padre, nel Gran Premio di Spagna, dove ebbe un incidente nelle qualifiche causato dal cedimento dell'ala posteriore. Dopo l'accaduto Foitek abbandonò la Rial e venne sostituito da Bertrand Gachot nelle ultime due gare della stagione.
I 3 punti conquistati da Danner negli Stati Uniti hanno consentito alla Rial di piazzarsi tredicesima nel campionato costruttori. Dopo il termine della stagione la Rial abbandonò la Formula 1 dopo due stagioni.

## Risultati
| Anno | Team        | Motore            | Gomme | Piloti   |     |     |     |     |     |     |     |     |    |    |    |    |    |    |    |    | Punti | Pos. |
| ---- | ----------- | ----------------- | ----- | -------- | --- | --- | --- | --- | --- | --- | --- | --- | -- | -- | -- | -- | -- | -- | -- | -- | ----- | ---- |
| 1989 | Rial Racing | Ford Cosworth DFR | G     | Danner   | 14* | NQ  | NQ  | 12  | 4   | 8   | NQ  | NQ  | NQ | NQ | NQ | NQ | NQ |    |    |    | 3     | 13º  |
| 1989 | Rial Racing | Ford Cosworth DFR | G     | Foitek   |     |     |     |     |     |     |     |     |    |    |    |    |    | NQ |    |    | 3     | 13º  |
| 1989 | Rial Racing | Ford Cosworth DFR | G     | Gachot   |     |     |     |     |     |     |     |     |    |    |    |    |    |    | NQ | NQ | 3     | 13º  |
| 1989 | Rial Racing | Ford Cosworth DFR | G     | Weidler  | NPQ | NPQ | NPQ | NPQ | NPQ | NPQ | NPQ | NPQ | SQ | NQ |    |    |    |    |    |    | 3     | 13º  |
| 1989 | Rial Racing | Ford Cosworth DFR | G     | Raphanel |     |     |     |     |     |     |     |     |    |    | NQ | NQ | NQ | NQ | NQ | NQ | 3     | 13º  |

| Legenda | 1º posto     | 2º posto | 3º posto    | A punti         | Senza punti/Non class.  | Grassetto – Pole position Corsivo – Giro più veloce |
| Legenda | Squalificato | Ritirato | Non partito | Non qualificato | Solo prove/Terzo pilota | Grassetto – Pole position Corsivo – Giro più veloce |

* Indica quei piloti che non hanno terminato la gara ma sono ugualmente classificati avendo coperto, come previsto dal regolamento, almeno il 90% della distanza totale.